# 烏賈雷區
烏賈雷區是阿塞拜疆的一個區，位於該國中部。面積867平方公里，2008年人口74,815人。首府烏賈雷。
1939年建區。